# Puccio Capanna
Puccio Capanna (Assisi, XIII secolo – ...) è stato un pittore italiano, di scuola fiorentina attivo soprattutto ad Assisi negli affreschi della Basilica inferiore.

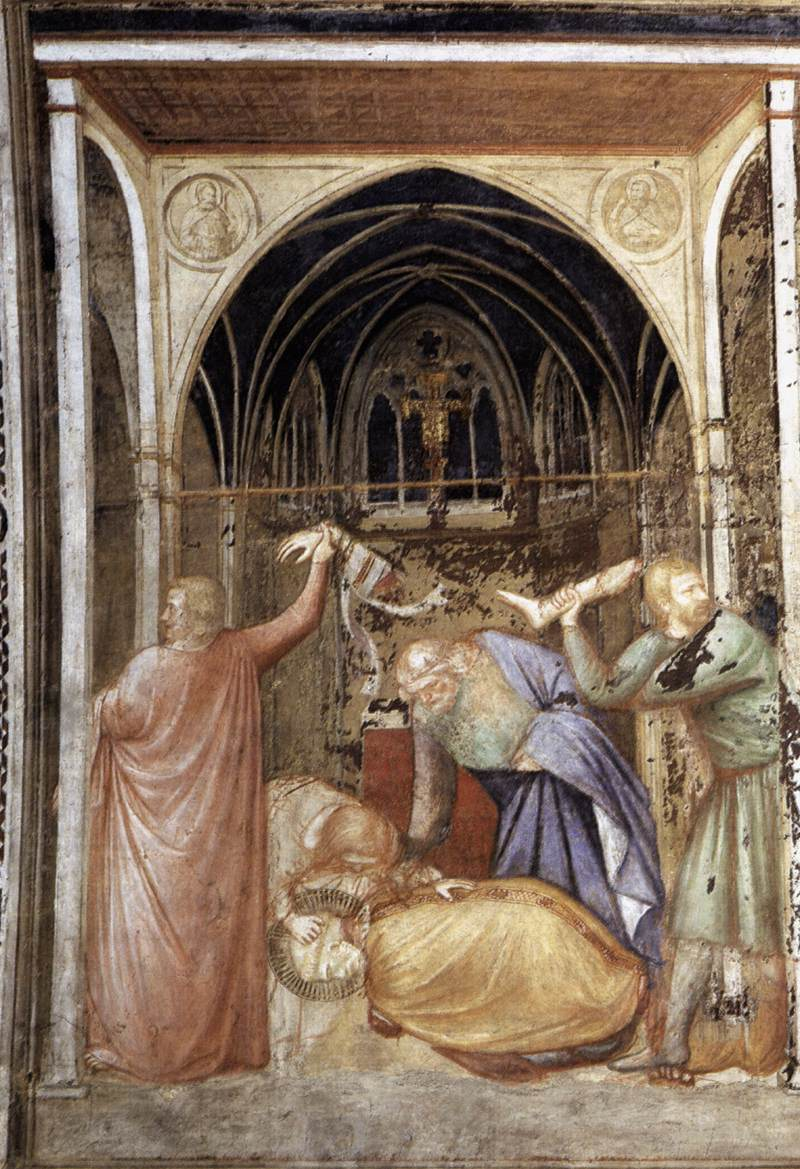
Martirio di San Stanislao, Assisi, Basilica inferiore

La fama di Puccio Capanna, tra i principali artisti del Trecento italiano, è testimoniata da Giorgio Vasari che lo ricorda tra i discepoli di Giotto.
Era di origini umbre e fu attivo ad Assisi nel secondo quarto del Trecento. Fece parte della scuola giottesca e il suo stile si distinse per l'interesse verso il colore e la natura, come nelle Storie di san Stanislao, nella cantoria della Basilica inferiore (1330 circa).

## Biografia
Si formò, infatti, all'interno della bottega di Giotto impegnata nelle Storie dell'infanzia di Gesù Cristo nella basilica di San Francesco ad Assisi. Nel 1319 a seguito dell'interruzione di questi lavori seguì Giotto a Firenze. Nello stesso anno eseguì un affresco raffigurante Dante Giovinetto. Il volto di questo affresco fu poi intorno al 1470-1500 riportato su tavola tramite distacco.
Nel novembre 1341 partecipò con l'allievo Cecce di Saraceno ad un concorso bandito dal Comune di Assisi per l'esecuzione di due Maestà pubbliche ed ottenne l'incarico perché chiese il compenso più basso tra i partecipanti. La sua attività assisiate è concentrata nella prima metà del XIV secolo. Non avendo più notizie scritte è probabile che egli sia scomparso nelle Peste nera del 1348.
Puccio Capanna fu influenzato anche dai senesi (lavorò infatti contemporaneamente a Simone Martini), come dimostra la ricchezza cromatica della sua tavolozza, unita ad una salda spazialità.

## Opere
- Dante giovinetto (1319 circa), stacco di affresco su tavola, Roma, collezione privata
- Incoronazione di Maria Vergine e Storie di san Stanislao (1330 circa), affresco, Assisi, Basilica inferiore
- Crocifissione e santi (1330 circa), affresco, Assisi, Sacro Convento, Sala Capitolare
- Crocifissione (1335 circa), tempera su tavola,  Raleigh (Carolina del Nord), North Carolina Museum of Art
- Madonna con Gesù Bambino in trono e santi (1340 circa), Assisi, Basilica di Santa Chiara
- Storie della Passione (post 1348), affreschi staccati, Assisi, Museo diocesano e cripta di San Rufino
- Madonna con Gesù Bambino in trono fra angeli e sante, Roma, Pinacoteca Vaticana
- Gesù Bambino e san Francesco, Assisi, Pinacoteca civica
- Annunciazione e Crocifissione, affresco, Assisi, Monastero di San Giuseppe